# Club Fernando de la Mora
Maillots
Le Club Fernando de la Mora est un club paraguayen de football basé à Fernando de la Mora.

## Palmarès
- Championnat du Paraguay D2 :
  - Champion (1) : 1930.

- Championnat du Paraguay D3 :
  - Champion (4) : 1949, 1950, 1958 et 2003.